# Fara Williams
Fara Tanya Franki Williams Merrett (Londres, Inglaterra; 25 de enero de 1984), más conocida como Fara Williams, es una futbolista inglesa. Juega como centrocampista para la selección femenina de fútbol de Inglaterra y el Reading de la FA WSL. Es una goleadora prolífica y una pieza clave del equipo, siendo considerada una de las principales jugadoras de Inglaterra y es la jugadora con más partidos jugados, 170, con la selección. Trabaja para la FA como entrenadora de habilidades.
Con Inglaterra jugó en las Eurocopas de 2005, 2009, 2013 y 2017; y en las Copas Mundiales de 2007, 2011 y 2015. Williams también jugó con la selección de fútbol de Gran Bretaña en los Juegos Olímpicos de 2012.
Empezó su carrera deportiva de clubes en el Chelsea hasta que lo dejó por el Charlton Athletic en 2001. Firmó por el Everton en 2004 y más tarde capitaneó el club, ganando la Premier League Cup en 2008 y la FA Women's Cup en 2010. Después de ocho años en el Everton, firmó por el Liverpool, el equipo rival de la ciudad, junto con Natasha Dowie. Williams fue nombrada Jugadora Joven del Año de la FA en 2002, Jugadora de las Jugadoras del Año de la FA en 2009 y Jugadora Internacional del Año de la FA en 2007 y 2009.

## Trayectoria en clubes

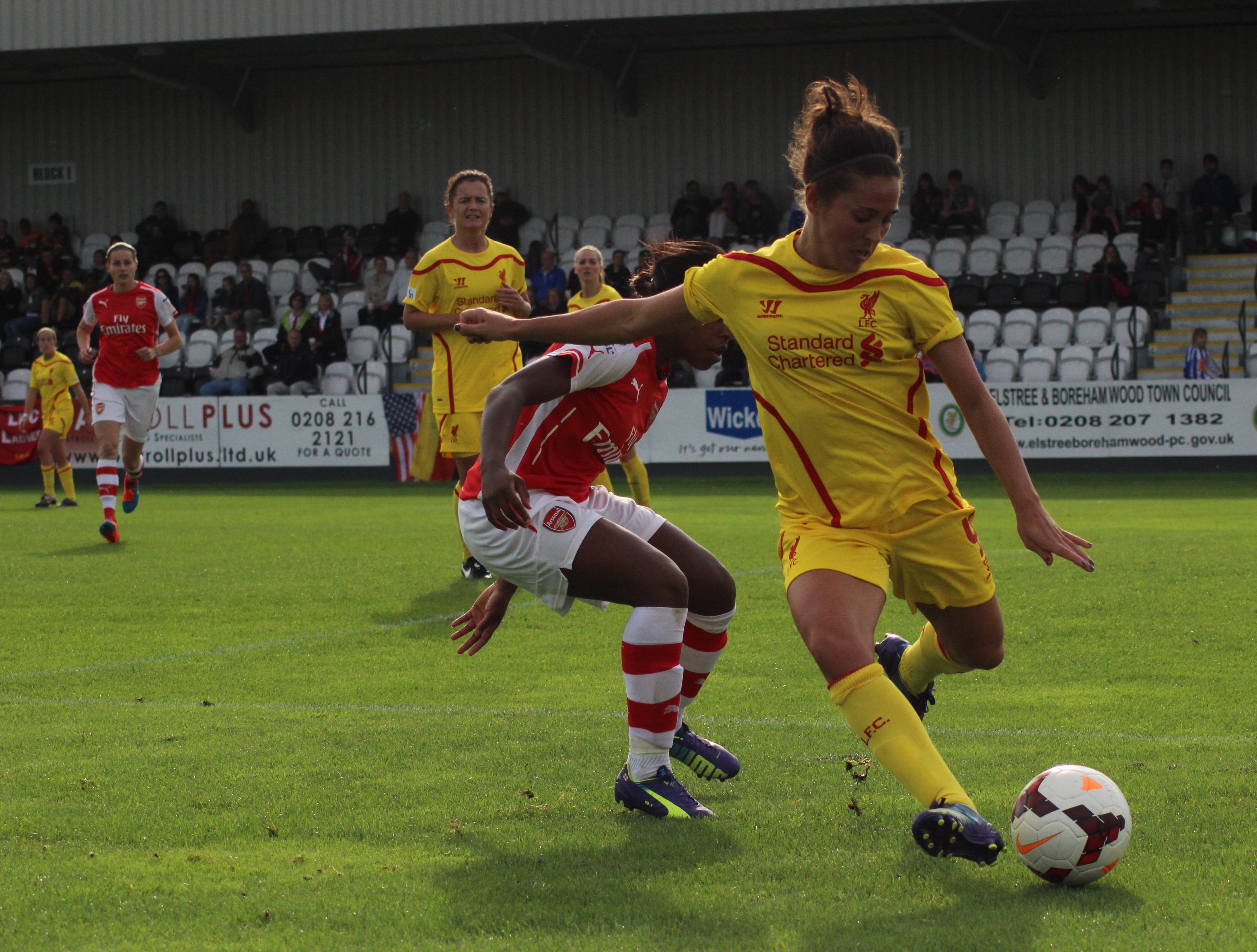
Fara Williams en un partido del Arsenal Vs. Liverpool en 2014.

Williams estudió en Shene School en Richmond, Londres, y se unió al Chelsea Ladies Sub-14 a la edad de 12 años. Marcó 30 goles con el primer equipo del Chelsea en la temporada 2000-01 y firmó con el Charlton Athletic para la próxima temporada. Ganó el premio a la Jugadora del Año de Charlton y el premio a la Jugadora Joven de la FA en su primera temporada, 2001-02.
Una lesión de espalda obligó a Williams a perderse gran parte de la temporada 2002-03. En mayo de 2003, Williams marcó un autogol tres minutos después de entrar como suplente en la derrota de Charlton por 3 a 0 contra el Fulham en la final de la FA Women's Cup. Remató un saque de esquina lanzado por la jugadora del Fulham Rachel Unitt (su compañera de selección y, en ese momento, compañera de piso) hacia su propia portería.
En 2003-04, Williams volvió a estar en forma y fue una parte importante del Charlton Athletic que pudo luchar por los tres títulos domésticos. Comenzó como titular en la segunda final consecutiva del Charlton en la FA Women's Cup en mayo de 2004, pero volvieron a ser derrotadas por 3-0 con un triplete de Julie Fleeting para el Arsenal. Aunque el Arsenal también ganó el título de liga superando al Charlton por un punto, Williams consiguió la medalla de ganadora de la FA Women's Premier League Cup cuando el Charlton derrotó al Fulham 1-0 en Underhill Stadium en marzo de 2004.
Williams sorprendentemente se fue al Everton Ladies en el verano boreal del 2004, donde los aficionados le dieron el apodo de Queen Fara. En 2004-05, Williams perdió su tercera final de la FA Women's Cup consecutiva contra su exequipo el Charlton. Ganó otra medalla de la copa de la liga en 2007-08 cuando el Everton derrotó al Arsenal en Brisbane Road. Williams falló dos penales, uno en el tiempo reglamentario y el otro en la tanda de penales, cuando el Everton fue superado por el Leeds en la semifinal de la FA Women's Cup en Haig Avenue. En 2008-09 el Everton perdió el título de liga por la diferencia de goles con el Arsenal. Sin embargo, las actuaciones de Williams le dieron el voto en el premio de Jugadora de las Jugadoras del Año.
El 23 de septiembre de 2009, Williams fue escogida en el draft internacional de la Women's Professional Soccer por Philadelphia Independence. Iba a unirse a su compañera en Inglaterra Lianne Sanderson en Estados Unidos antes de que decidiese seguir en el Everton. La lealtad de Williams fue recompensada con dos finales de copa en 2010: una derrota contra el Leeds en la Premier League Cup, donde Williams marcó el gol del Everton, seguido por una victoria en la prórroga contra el Arsenal en la FA Women's Cup.
En noviembre de 2012, Williams y Natasha Dowie dejaron el Everton por su rival el Liverpool, siendo la esperanza para construir un equipo capaz de acabar con el dominio del Arsenal en el fútbol femenino inglés. El Liverpool derrotó a Bristol Academy por 2 a 0 en el último día para asegurar la FA Women's Super League de 2013. En 2014 mantuvo el título de liga, pero en 2015 terminó la temporada en el séptimo puesto de ocho, habiendo jugado sin Williams gran parte de la temporada debido a una lesión.
El 5 de enero de 2016, Liverpool anunció que Williams jugaría con el Arsenal la siguiente temporada.
El 16 de agosto de 2017 firmó un contrato por dos años con el Reading. En mayo de 2019 renovó su contrato.

## Trayectoria internacional

### Inglaterra
Williams debutó con Inglaterra a la edad de 17 años contra Portugal en noviembre de 2001. Durante el partido de vuelta en febrero de 2002, su primer partido como titular, Williams marcó el primer gol de libre directo en la victoria por 3-0 en Fratton Park.
Williams jugó en los tres partidos de Inglaterra en la fase de grupos de la Eurocopa Femenina 2005, marcando un penal en derrota contra Dinamarca por 2-1. También marcó cinco goles ayudando a Inglaterra en la fase de clasificación de la Copa Mundial de China, incluyendo dos en la victoria por 13-0 contra Hungría. Williams forzó el autogol decisivo en el play-off contra Francia que selló la clasificación.
Williams volvió a jugar en todos los partidos de la fase de grupos de Inglaterra en la Copa Mundial, y marcó un penal en la victoria de Inglaterra por 6-1 contra Argentina. Sin embargo, también vio su segunda tarjeta amarilla en la fase de grupos en ese partido, por lo que no jugó la derrota contra los Estados Unidos por suspensión. El 23 de mayo, Williams ganó el premio de Jugadora Internacional del Año de la FA de 2007.
El 8 de mayo de 2008, Inglaterra jugó contra Bielorrusia en la fase de clasificación de la Eurocopa Femenina de 2009 y Williams marcó un triplete de goles de larga distancia. En mayo de 2009, Williams fue nombrada otra vez Jugadora Internacional del Año de la FA, y también ganó el premio Jugadora de las Jugadoras del Año de la FA.
En la Eurocopa Femenina 2009 en Finlandia, Williams marcó un penal durante el primer partido de Inglaterra contra Italia. Sin embargo, Inglaterra perdió el partido 2-1 después de que un error de Williams provocase la expulsión de Casey Stoney. Inglaterra mejoró y Williams, capitana durante la ausencia de la lesionada Faye White, marcó en la victoria por 3-2 en los cuartos de final contra la anfitriona Finlandia. También jugó en la victoria en la semifinal contra los Países Bajos y en la final contra Alemania.
Williams fue la máxima goleadora de Inglaterra con siete goles durante la fase de clasificación para la Copa Mundial Femenina de Fútbol de 2011. Una lesión de rodilla que sufrió en un partido de la Women's Super League contra Lincoln Ladies dejó a Williams luchando por recuperarse antes de las finales. A pesar de eso, Williams fue nombrada en la convocatoria del 10 de junio de 2011. En el torneo final, marcó el primer gol de Inglaterra en el empate a 1 contra México y también jugó el partido contra Nueva Zelanda antes de descansar en el último partido de la fase de grupos, una victoria por 2-0 contra Japón. Williams jugó los 120 minutos en la derrota en los cuartos de final contra Francia. No fue escogida entre las lanzadoras de Inglaterra en la tanda de penales.

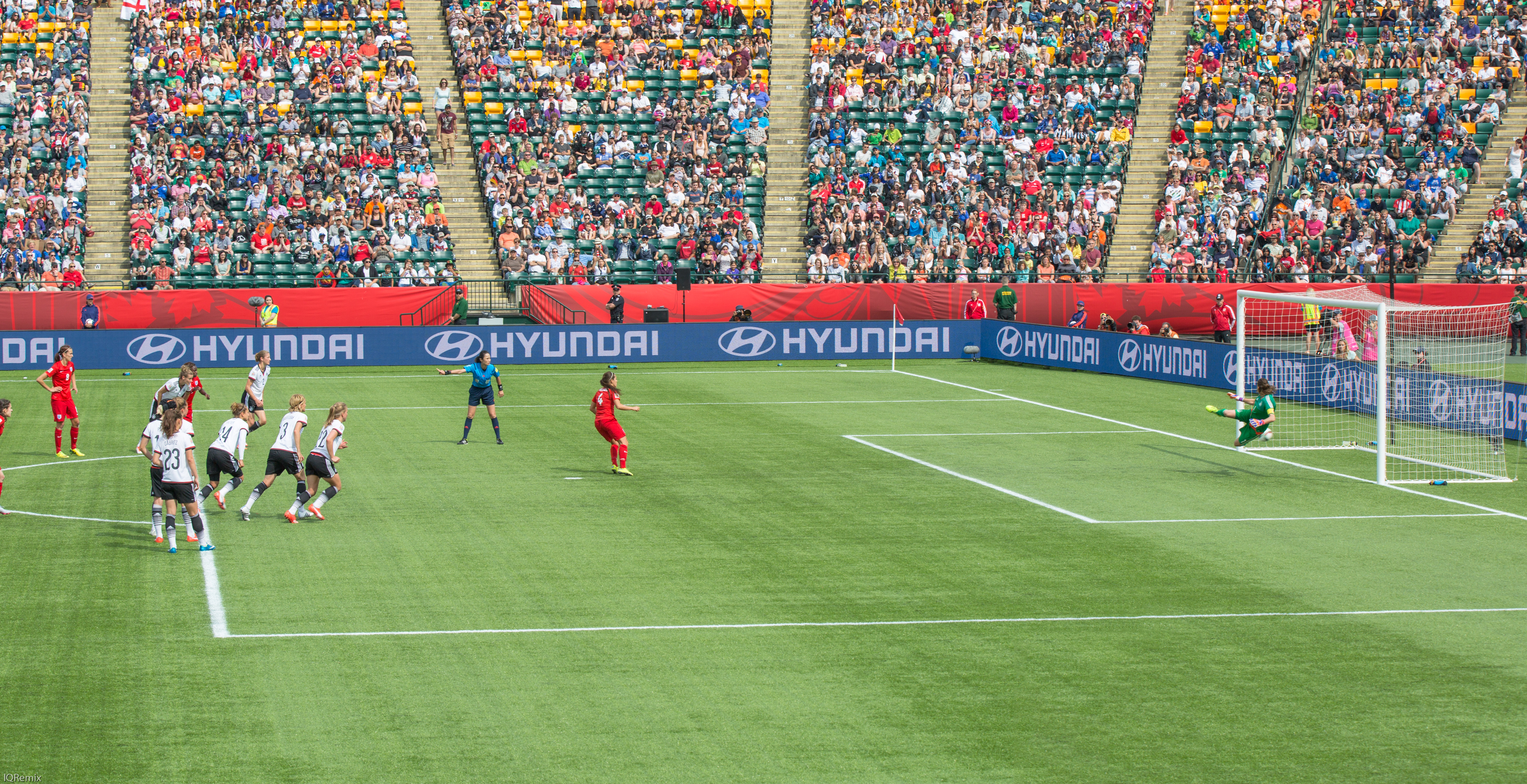
Williams marca un penal ante Nadine Angerer en la Copa Mundial Femenina de Fútbol de 2015 para conseguir la primera derrota de la historia de Alemania contra Inglaterra.

Williams consiguió su 100.ª internacionalidad en la Copa de Chipre de 2012 contra Suiza el 1 de marzo de 2012. Inglaterra ganó el partido 1-0 con Williams orgullosa por marcar el único gol del partido: «Es un logro enorme llegar a las 100 internacionalidades y marcar el gol lo hizo extra especial». Fue parte del equipo de Inglaterra que hizo una pobre actuación en la Eurocopa Femenina 2013 y fue eliminado en primera ronda.
El 3 de agosto, Williams lideró el equipo de Inglaterra contra Suecia y se convirtió en la jugadora con más internacionalidades en la historia del fútbol inglés, con 130.
En la Copa Mundial Femenina de Fútbol de 2015, celebrada en Canadá, Williams empezó la fase de grupos, con un gol de penal en Montreal el 17 de junio contra Colombia en el minuto 38, en la victoria de Inglaterra por 2-1. En las semifinales en Edmonton el 2 de julio, Williams convirtió su segundo penal, en el minuto 40, para darle a Inglaterra el empate contra las defensoras del campeonato, Japón. Inglaterra perdió el partido 2-1. Dos días después, y de vuelta en Edmonton, Williams marcó otro penal, en esta ocasión en la prórroga, para darle a Inglaterra el gol de la victoria por 1-0 contra Alemania. Su gol fue crucial para que Inglaterra ganase la medalla de bronce, que representa la mejor actuación de Inglaterra en este torneo.
A pesar de haber jugado la Eurocopa 2017, Williams fue excluida del equipo para el Mundial de 2019. Sin embargo, el entrenador de la selección Phil Neville aseguró que su carrera internacional aún no había llegado a su fin.

#### Goles como internacional
| #  | Fecha                    | Lugar                                | Rival             | Resultado | Competición                 | Goles |
| -- | ------------------------ | ------------------------------------ | ----------------- | --------- | --------------------------- | ----- |
| 1  | 1 de febrero de 2002     | Fratton Park, Inglaterra             | Portugal          | 3-0       | Clasificación Mundial 2003  | 1     |
| 2  | 6 de marzo de 2002       | Paderne, Portugal                    | Escocia           | 4-1       | Copa de Algarve             | 1     |
| 3  | 14 de noviembre de 2003  | Deepdale, Inglaterra                 | Escocia           | 5-0       | Amistoso                    | 1     |
| 4  | 14 de mayo de 2004       | London Road Stadium, Inglaterra      | Islandia          | 1-0       | Amistoso                    | 1     |
| 5  | 19 de agosto de 2004     | Memorial Stadium, Inglaterra         | Rusia             | 1-2       | Amistoso                    | 1     |
| 6  | 17 de febrero de 2005    | National Hockey Stadium, Inglaterra  | Italia            | 4-1       | Amistoso                    | 1     |
| 8  | 13 de marzo de 2005      | Estádio Fernando Cabrita, Portugal   | México            | 5-0       | Copa de Algarve             | 2     |
| 9  | 8 de junio de 2005       | Ewood Park, Inglaterra               | Dinamarca         | 1-2       | Eurocopa Femenina 2005      | 1     |
| 10 | 8 de junio de 2005       | Ertl-Glas-Stadion, Austria           | Dinamarca         | 4-1       | Clasificación Mundial 2007  | 1     |
| 12 | 27 de octubre de 2005    | Tapolca, Hungría                     | Hungría           | 13-0      | Clasificación Mundial 2007  | 2     |
| 13 | 17 de noviembre de 2005  | IJsseldelta Stadion, Países Bajos    | Países Bajos      | 1-0       | Clasificación Mundial 2007  | 1     |
| 14 | 20 de abril de 2006      | Priestfield Stadium, Inglaterra      | Austria           | 4-0       | Clasificación Mundial 2007  | 1     |
| 15 | 11 de marzo de 2007      | Adams Park, Inglaterra               | Escocia           | 1-0       | Amistoso                    | 1     |
| 16 | 17 de septiembre de 2007 | Estadio Chengdu Longquanyi, China    | Argentina         | 6-1       | Mundial 2007                | 1     |
| 17 | 14 de febrero de 2008    | Lárnaca, Chipre                      | Noruega           | 2-1       | Amistoso                    | 1     |
| 18 | 6 de marzo de 2008       | Mourneview Park, Irlanda del Norte   | Irlanda del Norte | 2-0       | Clasificación Eurocopa 2009 | 1     |
| 21 | 8 de mayo de 2008        | Estadio Dinamo-Yuni, Bielorrusia     | Bielorrusia       | 6-1       | Clasificación Eurocopa 2009 | 3     |
| 22 | 5 de marzo de 2009       | Lárnaca, Chipre                      | Sudáfrica         | 6-0       | Copa de Chipre 2009         | 1     |
| 23 | 12 de marzo de 2009      | Lárnaca, Chipre                      | Canadá            | 3-1       | Copa de Chipre 2009         | 1     |
| 25 | 23 de abril de 2009      | New Meadow, Inglaterra               | Noruega           | 3-0       | Amistoso                    | 2     |
| 26 | 25 de agosto de 2009     | Estadio de Lahti, Finlandia          | Italia            | 1-2       | Eurocopa 2009               | 1     |
| 27 | 3 de septiembre de 2009  | Veritas Stadion, Finlandia           | Finlandia         | 3-2       | Eurocopa 2009               | 1     |
| 30 | 25 de octubre de 2009    | Bloomfield Road, Inglaterra          | Malta             | 8-0       | Clasificación Mundial 2011  | 3     |
| 32 | 20 de mayo de 2010       | Estadio Nacional Ta' Qali, Malta     | Malta             | 4-0       | Clasificación Mundial 2011  | 2     |
| 33 | 12 de septiembre de 2010 | New Meadon, Inglaterra               | Suiza             | 2-0       | Clasificación Mundial 2011  | 1     |
| 34 | 16 de septiembre de 2010 | Stadion Niedermatten, Suiza          | Suiza             | 3-2       | Clasificación Mundial 2011  | 1     |
| 35 | 27 de junio de 2011      | Volkswagen-Arena, Alemania           | México            | 1-1       | Mundial 2011                | 1     |
| 36 | 1 de marzo de 2012       | Lárnaca, Chipre                      | Suiza             | 1-0       | Copa de Chipre 2012         | 1     |
| 37 | 31 de octubre de 2013    | Adana 5 Ocak Stadium, Turquía        | Turquía           | 4-0       | Clasificación Mundial 2015  | 1     |
| 38 | 17 de junio de 2015      | Estadio Olímpico de Montreal, Canadá | Colombia          | 2-1       | Mundial 2015                | 1     |
| 39 | 1 de julio de 2015       | Estadio de la Mancomunidad, Canadá   | Japón             | 1-2       | Mundial 2015                | 1     |
| 40 | 4 de julio de 2015       | Estadio de la Mancomunidad, Canadá   | Alemania          | 1-0       | Mundial 2015                | 1     |

### Gran Bretaña
En junio de 2012, Williams fue incluida en la convocatoria de 18 jugadoras de la selección femenina de fútbol de Gran Bretaña en los Juegos Olímpicos de 2012. La selección femenina de fútbol de Gran Bretaña fue una selección creada específicamente para representar al Reino Unido en los Juegos Olímpicos, debido a que en estos las cuatro asociaciones que lo componen (FA, SFA, FAW e IFA) debían ir juntas. Williams no marcó ningún gol en los cuatro partidos que disputó con la selección de Gran Bretaña en el torneo y quedaron eliminadas en los cuartos de final. Pese a volver a clasificarse para los Juegos Olímpicos de 2016, no volvió a producirse un acuerdo entre las asociaciones.

## Vida privada
Williams fue indigente durante siete años, en el comienzo de su carrera futbolística. Hija de una madre soltera y una de cuatro hermanos, fue criada por sus abuelos mayoritariamente. Cuando su tía empezó a vivir con ella, discutieron y Williams se fue de casa a los 17 años. La entonces entrenadora el Everton Mo Marley le ayudó a conseguir un trabajo como community coach para la Asociación Inglesa de Fútbol. Después de 9 años sin hablar con su madre, esta le mandó un mensaje durante la Eurocopa 2009. "Recibí un mensaje en el teléfono. Vi que ponía 'mamá' al final y lo eliminé sin leerlo." Sin embargo, durante la clasificación para el Mundial de 2011, recibió otro. "Decía: "Gracias por el gol y la celebración". También decía que había marcado en el minuto 50 y que ella cumpliría 50 años en 2 días. El mensaje acababa diciendo: "Te echo de menos. Con cariño, mamá". Después de esto se reunieron de nuevo.
Ha trabajado para la fundación benéfica Homeless FA como entrenadora para The Cliff del Manchester United, y ayudando a seleccionar el equipo de Inglaterra para la Copa Mundial de Fútbol Calle. Gracias a esto y su trabajo en el campo, Williams fue nombrada Miembro de la Orden del Imperio Británico (MBE) en 2016.
En diciembre de 2015 se casó con su compañera en el Everton, Amy Kane, pero se separaron poco tiempo después.

## Palmarés

### Campeonatos nacionales
| Título                        | Club                       | País       | Año     |
| ----------------------------- | -------------------------- | ---------- | ------- |
| FA Women's Premier League Cup | Charlton Athletic W. F. C. | Inglaterra | 2003-04 |
| FA Women's Premier League Cup | Everton L. F. C.           | Inglaterra | 2007-08 |
| FA Women's Cup                | Everton L. F. C.           | Inglaterra | 2009-10 |
| FA Women's Super League       | Liverpool L. F. C.         | Inglaterra | 2013    |
| FA Women's Super League       | Liverpool L. F. C.         | Inglaterra | 2014    |

### Campeonatos internacionales
| Título                      | Equipo                  | Sede      | Año  |
| --------------------------- | ----------------------- | --------- | ---- |
| Copa de Chipre              | Selección de Inglaterra | Chipre    | 2009 |
| Copa de Chipre              | Selección de Inglaterra | Chipre    | 2013 |
| Copa de Chipre              | Selección de Inglaterra | Chipre    | 2015 |
| Eurocopa (Subcampeona)      | Selección de Inglaterra | Finlandia | 2009 |
| Mundial (Medalla de Bronce) | Selección de Inglaterra | Canadá    | 2015 |

### Distinciones individuales
| Distinción                                        | Año     |
| ------------------------------------------------- | ------- |
| Premio Jugadora Joven del Año de la FA            | 2001-02 |
| Premio Jugadora Internacional del Año de la FA    | 2006-07 |
| Premio Jugadora Internacional del Año de la FA    | 2008-09 |
| Premio Jugadora de las Jugadoras del Año de la FA | 2008-09 |
| Premio Equipo del Año de la PFA                   | 2013-14 |